# One Piece - Il miracolo dei ciliegi in fiore
One Piece - Il miracolo dei ciliegi in fiore (ONE PIECE THE MOVIE エピソードオブチョッパー+冬に咲く、奇跡の桜?, ONE PIECE THE MOVIE: Episode of Chopper Plus - Fuyu ni saku, kiseki no sakura) è un film del 2008 diretto da Atsuji Shimizu. È il nono film anime tratto dalla serie manga e anime One Piece di Eiichirō Oda, e il secondo ad essere un effettivo adattamento di un arco narrativo del manga dopo il precedente. Il film infatti adatta liberamente gli eventi narrati nei volumi 15-17, dove la ciurma di Cappello di Paglia arriva nell'isola di Drum cercando un medico, incontra la renna TonyTony Chopper e sconfigge il crudele sovrano Wapol. Tuttavia gli eventi vengono spostati cronologicamente dopo l'entrata nella ciurma di Franky (volume 45), e viene aggiunto il personaggio inedito di Musshūru, fratello di Wapol, creato dallo stesso Oda.
In Giappone il film venne proiettato per la prima volta nei cinema il 1º marzo 2008 e, nella prima settimana, fu il terzo film per numero di incassi, mantenendosi nella top ten per cinque settimane. Incassò in Giappone 8.619.115 dollari, mentre l'incasso totale mondiale fu di 8.654.110 dollari. In Giappone fu distribuito in DVD il 21 luglio 2008.
La canzone dei titoli di coda è "Matane" (またね?) dei Dreams Come True. In Italia il film è stato trasmesso su Italia 2 dal 3 all'8 giugno 2014, diviso in sei parti.

## Trama
Dopo che Nami si ammala la ciurma giunge sull'isola di Drum in cerca di un dottore e si reca in cerca di Kureha, l'unica rimasta sull'isola. Giunge però sull'isola anche Blik Wapol, il sovrano dell'isola che era fuggito dopo l'arrivo della Ciurma di Barbanera. Egli cerca insieme al fratello maggiore Musshūru di sconfiggere Rufy, che vuole impedire loro di riprendere il controllo dell'isola. Anche la renna TonyTony Chopper, l'assistente di Kureha, che in passato era stato allievo del dottor Hillk, ucciso da Wapol, partecipa al duro scontro ed infine Rufy grazie ai Gear sconfigge i due. La ciurma riparte dunque dall'isola di Drum dopo avere convinto Chopper ad unirsi a loro come medico di bordo.

## Personaggi
- Musshūru (ムッシュール?), l'antagonista secondario del film, è il fratello di Blik Wapol. È stato creato appositamente da Oda per il nono film;[5] il suo nome è simile alla pronuncia giapponese della parola mushroom. Ha mangiato il frutto del diavolo Noko Noko (ノコノコの美?, Noko Noko no Mi)[6], che gli permette di rilasciare spore di varia forma e capacità. Se una persona viene contaminata dalle spore viene istantaneamente avvelenata, tanto da potere essere curata solo tramite antidoto; l'unico ad esserne immune è lo stesso Musshūru. Inoltre può creare fitte nubi per indebolire i nemici. Inoltre è dotato di una grande forza fisica, velocità ed agilità. Dopo un incidente avvenuto a Drum a causa delle sue abilità fu esiliato e mandato nella Terra del Fuoco, dove le fiamme annullavano il suo potere. Wapol in seguito si recò a cercarlo e lo liberò per farsi aiutare a cacciare Barbanera, che aveva assalito il suo paese; ma, essendo quest'ultimo già partito al loro ritorno, decise di usarlo per eliminare tutti i cittadini dell'isola di Drum e rimpiazzarli con i suoi soldati. Arrivato al castello di Drum, Musshūru inizia a combattere contro Rufy e Chopper, sconfiggendoli facilmente, e avvelenando Rufy quasi fino alla morte con una nube di spore; ma proprio mentre si apprestava a dare ai due il colpo di grazia, giungono Usop e Robin, che salvano il ragazzo con un antidoto, procurato da Dorton. Musshūru ingaggia quindi una seconda lotta con Rufy, che lo sconfigge con qualche difficoltà in modalità Gear Second. Wapol allora lo mangia e si fonde con lui ma anche ciò risulta inutile: grazie al Gear Third, Rufy scaglia i due in volo lontano dall'isola.

## Distribuzione

### Edizione italiana
Il doppiaggio italiano è stato eseguito dalla Merak Film ed è a cura di Sergio Romanò. I nomi di personaggi, luoghi e tecniche sono quindi quelli dell'edizione italiana dell'anime, così come le censure (la più evidente è l'annerimento del sangue, ma le inquadrature su Chopper gravemente ferito sono state virate in bianco e nero).